# Sarota gyas
Sarota gyas is een vlindersoort uit de familie van de prachtvlinders (Riodinidae), onderfamilie Riodininae.
Sarota gyas werd in 1775 beschreven door Cramer.